# Carretera Central

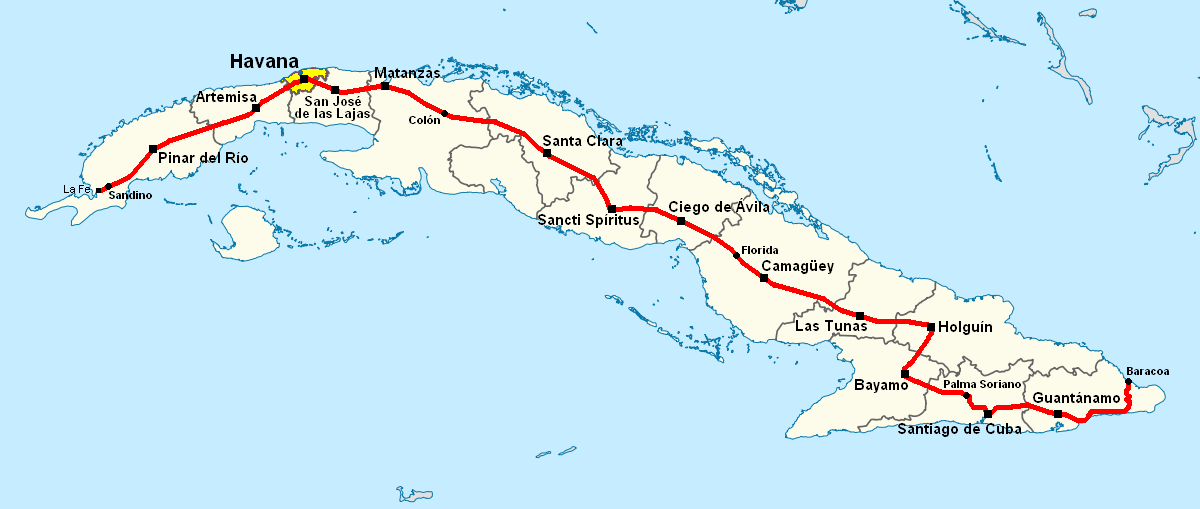
Streckenverlauf der Carretera Central

Die Carretera Central (Abk. „CC“) ist die größte Landstraße Kubas. Auf rund 1250 km durchquert sie die Insel in West-Ost-Richtung. Mit Ausnahme von Cienfuegos verbindet die Carretera Central sämtliche Hauptstädte der derzeit 15 Provinzen des Landes.

## Geschichte
Unter der Herrschaft des Diktators Gerardo Machado begann der Bau der zweispurigen Straße am 20. Mai 1927 und endete am 24. Februar 1931.
Bis zur Revolution unter Fidel Castro war sie in einigen ländlichen Gebieten im Osten Kubas die einzige befestigte Straße. Der östlichste Abschnitt der Carretera Central wurde zwischen 1964 und 1965 errichtet. Die La Farola genannte, 120 km lange Passstraße durchquert die „Sierra de Purial“ und verbindet seitdem die ehemalige Hauptstadt Baracoa erstmals auf dem Landweg mit dem restlichen Kuba. Die Straße gilt als Paradebeispiel für die Errungenschaften der Revolutionäre.

## Streckenverlauf

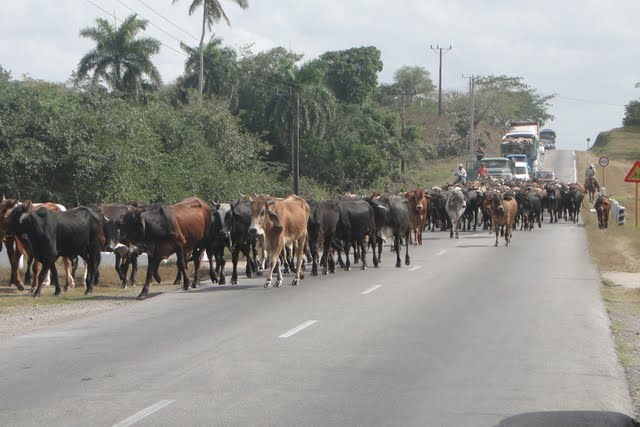
Stau auf der Carretera Central

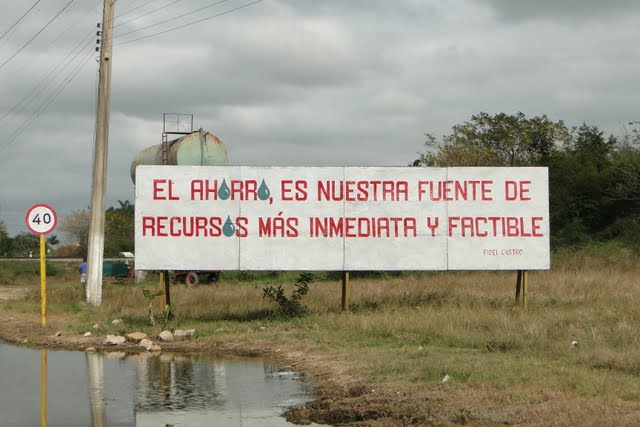
Politpropaganda an der Carretera Central: Die Einsparung ist unsere unmittelbarste und machbarste Quelle von Vorräten.

Die Carretera Central beginnt in der kleinen Stadt La Fe  im Westen, nahe der Halbinsel Península de Guanahacabibes und endet in Baracoa  an der Ostspitze Kubas. Mit Pinar del Río, La Habana, Matanzas, Santa Clara, Sancti Spíritus, Ciego de Ávila, Camagüey, Las Tunas, Holguín, Bayamo, Santiago de Cuba, Guantánamo und Baracoa sind die meisten großen und wichtigen Städte an sie angeschlossen. 
Die Straße wird von den ebenfalls in West-Ost-Richtung verlaufenden Landstraßen „Circuito Norte“ (Abk. „CN“) und „Circuito Sur“ (Abk. „CS“) sowie der Autobahn „Autopista 1“ ergänzt.